# Jeremiasz Frenkiel
Jeremiasz Frenkiel (Jeremiahu) (ur. w 1885 r. w miejscowości Nowa Ukrainka w gub. chersońskiej, zm. ?) – łódzki nauczyciel, dziennikarz prasy żydowskojęzycznej, teoretyk pedagogiki i szkolnictwa żydowskiego.

## Życiorys
Był synem Beniamina, kupca zbożowego. Około 1897 r. rodzice przenieśli się do Mościsk k. Przemyśla. Po ukończeniu czterech klas miejscowej szkoły powszechnej uczęszczał do IV Państwowego Gimnazjum we Lwowie. Maturę z odznaczeniem zdał w 1906 r. Na uniwersytecie w Wiedniu, uzyskał doktorat prawa, aplikował w Nowym Sączu u znanego tamtejszego adwokata Bernarda Silbermana, ale w zawodzie adwokata nie pracował.
W latach 1910–1912 kierował hebrajską szkołą w Samborze, redagował też miesięcznik „Haszachar”.
Debiutował w 1902 r. przekładem artykułu Nachuma Sokołowa Izkor w polskojęzycznym tygodniku syjonistycznym „Wschód”. Zamieszczał też artykuły w lwowskiej gazecie „Togbłat” oraz w pismach hebrajskich „Mecapa”, „Morija”, „Haet” i „Ha-jom”.
Wydawał w Nowym Sączu równocześnie tygodnik „Nasz Głos”.
Powołany w czasie I wojny światowej do armii austriackiej w stopniu podoficera walczył na frontach rosyjskim i serbskim.
Po odzyskaniu przez Polskę niepodległości przybył do Łodzi i został nauczycielem, a w latach 1920-1923 dyrektorem Gimnazjum Hebrajskiego „Jabne” w Łodzi przy ul. Cegielnianej (obecnie ul. Stefana Jaracza) 75. Gimnazjum to miało w Łodzi opinię konserwatywnego, popieranego przez ortodoksyjne sfery żydowskie. Od r. 1921 był również nauczycielem, wykładowcą literatury hebrajskiej w I Gimnazjum Męskim Towarzystwa Żydowskich Szkół Średnich przy ul. Magistrackiej i pozostał w nim po likwidacji w roku szkolnym 1928/29 Gimnazjum „Jabne”.
Publikował prace z zakresu pedagogiki i szkolnictwa, głównie w prasie hebrajskiej oraz w jidysz, m.in. w „Łodzier Togbłat”, „Najer Fołksbłat” „Pojliszer Manczester”, a także w żydowskiej prasie polskojęzycznej: „Nowym Dzienniku”, „Nowym Życiu” i „Opinii”. Był również w latach 1930-1935 współredaktorem łódzkiego „Miesięcznika Żydowskiego”. Napisał cztery rozdziały księgi zbiorowej Żydzi w Polsce Odrodzonej, Warszawa 1932-1933.
Opowiadał się za tworzeniem w Łodzi bibliotek publicznych dla społeczności żydowskiej.
W 1937 r. mieszkał przy ul. Piotrkowskiej 19.
Data i miejsce śmierci nieznane.
Według informacji F. Birnbauma przed wybuchem wojny wyjechał do Palestyny.